# Marzellferner
Marzellferner är en glaciär i Österrike.   Den ligger i förbundslandet Tyrolen, i den västra delen av landet, 400 km väster om huvudstaden Wien. Marzellferner ligger 2 753 meter över havet.
Terrängen runt Marzellferner är bergig. Runt Marzellferner är det mycket glesbefolkat, med 6 invånare per kvadratkilometer.. Närmaste större samhälle är Obergurgl, 13,7 km nordost om Marzellferner. 
Trakten runt Marzellferner består i huvudsak av gräsmarker.